# Chappaquiddick (película)
Chappaquiddick (en el Reino Unido, The Senator) es una película estadounidense de drama dirigida por John Curran, y escrita por Taylor Allen y Andrew Logan. Es protagonizada por Jason Clarke como el senador de Massachusetts Ted Kennedy y Kate Mara como Mary Jo Kopechne, con Ed Helms, Bruce Dern, Jim Gaffigan, Clancy Brown, y Olivia Thirlby en papeles de reparto. La parcela detalla el Incidente de Chappaquiddick de 1969 en el que Kennedy condujo su coche a Poucha Pond, falleciendo Kopechne, y la respuesta de la familia de Kennedy.
La fotografía principal comenzó en Boston, en septiembre de 2016. La película tuvo su premier en la sección de Presentaciones de la Gala en el Festival Internacional de Cine de Toronto el 10 de septiembre de 2017, y fue estrenada en los Estados Unidos el 6 de abril de 2018, por Entertainment Studios.

## Sinopsis
La carrera del senador Ted Kennedy quedó marcada por un trágico accidente de tráfico ocurrido el 18 de julio de 1969, en el que murió su secretaria, Mary Jo Kopechne. La investigación posterior contribuyó a forjar la leyenda negra de los Kennedy.

## Reparto
- Jason Clarke como Ted Kennedy[6]
- Kate Mara como Mary Jo Kopechne[7]
- Ed Helms como Joe Gargan[7]
- Bruce Dern como Joseph P. Kennedy Sr.[8]
- Jim Gaffigan como Paul F. Markham[9]
- Taylor Nichols como Ted Sorensen
- Clancy Brown como Robert McNamara
- Olivia Thirlby como Rachel Schiff
- Lexie Roth como Nance Lyons
- John Fiore como Chief Arena
- Vince Tycer como David Burke
- Andria Blackman como Joan Bennett Kennedy
- Tamara Hickey como Marilyn Richards
- Alison Wachtler como Liz Trotta
- Victor Warren como Stephen Edward Smith
- Donald Watson como Dr. Watt
- Matthew Lawler como Dun Gifford
- Angela Hope Smith como Maryellen Lyons
- Brad Wheelwright como marinero
- David De Beck como Sargent Shriver
- Patrick Sheehan como John V. Tunney

## Producción
El 14 de diciembre de 2015,  se anunció que Sam Taylor-Johnson dirigiría la película, aunque un tiempo después dejó el proyecto. El 25 de abril de 2016,  se anunció que  Jason Clarke  interpretaría a Ted Kennedy, con John Curran dirigiendo. El 7 de julio de 2016, Kate Mara y Ed Helms se unieron al reparto, para interpretar a Mary Jo Kopechne y a Joe Gargan, respectivamente. El 20 de julio de 2016, Bruce Dern se incorporó a la película como Joseph P. Kennedy Sr., mientras que Jim Gaffigan y Olivia Thirlby se integraron al elenco el 31 de agosto de 2016. El rodaje comenzó en Boston el 7 de septiembre de 2016.

## Estreno
El 8 de septiembre de 2017, Entertainment Studios adquirió los derechos de distribución por cuatro millones de dólares. La película tuvo su preestreno en el Festival Internacional de Cine de Toronto el 10 de septiembre de 2017, e inicialmente iba a estrenarse en salas el 8 de diciembre de 2017, pero la fecha se trasladó al 6 de abril de 2018.